# HBO 3 (Polen)
HBO 3 ist der dritte Sender der HBO-Familie. Er startete am 1. Februar 2007.

## Geschichte
Der Sender startete am 1. Februar 2007 als HBO Comedy. Er strahlte Filme und Serien aus, aber vor allem Komödien. Erstmals war der Sender bei Cyfra+ empfangbar. Seit dem 1. Januar 2008 konnte man ihn über n und Cyfrowy Polsat empfangen. Am 7. März 2011 startete die HD-Auflösung des Senders. Am 21. März 2016 wurde HBO Comedy in HBO 3 umbenannt. Die Schwesternsender sind HBO und HBO 2, mit Kooperation von Cinemax und Cinemax 2.